# Здраво Маријо (албум)
Здраво Маријо је десети студијски албум хрватске поп певачице Северине, који је 2008. године објавио Dallas Records.
Продуцент албума је Горан Бреговић, који је и већински аутор на албуму, док текстове потписују Марина Туцаковић и Љиља Јорговановић. На овом албуму је остварена сарадња са многим хрватским тамбурашима. Уједно, ово је Северинин први студијски албум од 2004. године. Албум садржи десет песама, од којих је пет објављено као синглови „Гас, гас“, „Тридесете“, „Здраво Маријо“, „Гаде“ и „Хаљиница боје лила“. Албум је подржала велика турнеја „Тридесете”.

## Позадина
Северина је добила понуду од Бориса Новковића да са његовом песмом „Моја штикла” наступи на Дори 2006. године. Касније је пристала да сарађује са Гораном Бреговићем, који је био сарадник на аранжману за исту песму. Почетком 2007. године почиње да ради на албуму Здраво Маријо. Ово је први Северинин албум од 1993. године, а да није потписана као аутор ниједне песме.
Више од годину дана пре изласка Здраво Маријо, преминуо је Ђорђе Новковић, на чијој је сахрани присуствовала. Такође је учествовала на вечери посвећен Новковићу.
2007. године је снимила песму „Гарделин”.

## Промоција
Први снигл „Гас, гас“ је емитован крајем априла 2008.
Промоције су одржана маја и јуна 2008. Тема загребачке промоције била је свадба. Међу гостима на загребачкој промоцији били су Горан Бреговић, Тарик Филиповић, Петар Грашо, Јелена Розга и други. Северина је такође одржала промоције у Љубљани и Сарајеву.

## Списак песама
| №   | Назив                       | Трајање |  |
| 1.  | Гас, гас                    | 3:38    |  |
| 2.  | Пуцајте у тамбураше         | 4:30    |  |
| 3.  | Мушкарцу само треба курва   | 4:07    |  |
| 4.  | Гаде                        | 3:42    |  |
| 5.  | Да ниси можда геј?          | 3:13    |  |
| 6.  | Љуте цигаре                 | 3:53    |  |
| 7.  | Хаљинице боје лила          | 3:24    |  |
| 8.  | Шта то она има што ја немам | 4:00    |  |
| 9.  | Тридесете                   | 4:03    |  |
| 10. | Здраво Маријо               | 3:25    |  |

## Комерцијални успех
Албум је дебитовао на првом месту званичне листе најпродаванијих албума у Хрватској, где је остао осам недеља заредом. У Словенији је албум дебитовао на првом месту, а касније је награђен златним издањем. Према званичној листи Хрватске дискографске удруге, албум је четврти најпродаванији албум у Хрватској у 2008. години, као и најпродаванији домаћи албум једне уметнице.
На фестивалу Сунчане скале 2009. године албум је добио награду „Најбољи албум године“, а песма „Тридесете“ је проглашена за песму године.
Албум је праћен спотовима за песме  „Гас, гас“, „Тридесете“, „Здраво Маријо“, „Гаде“ и „Хаљиница боје лила“.

## Топ листа

### Недељна листа
| Топ листа (2008) | Место |
| ---------------- | ----- |
| Хрватска         | 1     |
| Словенија        | 1     |

### Годишња листа
| Годишња листа (2008) | Место |
| -------------------- | ----- |
| ХДУ (домаћа)         | 4     |
| ХДУ (комбиновано)    | 5     |

## Сертификати
| Земља     | Сертификат |
| --------- | ---------- |
| Хрватска  | златна     |
| Словенија | златна     |

## Обраде
Тридесете - Kaçın Kurası (Сезен Аксу)